# Acacia incrassata
Acacia incrassata är en ärtväxtart som beskrevs av William Jackson Hooker. Acacia incrassata ingår i släktet akacior, och familjen ärtväxter. Inga underarter finns listade i Catalogue of Life.